# Koszyce (gmina)
Koszyce (do 1931 gmina Filipowice) – gmina miejsko-wiejska w województwie małopolskim, w powiecie proszowickim (do 2018 gmina wiejska). W latach 1975–1998 gmina położona była w województwie kieleckim.
Siedziba gminy to Koszyce.
Według danych z 30 czerwca 2004 gminę zamieszkiwało 5697 osób; 31 grudnia 2017 roku gminę zamieszkiwało 5519 osób.

## Struktura powierzchni
Według danych z roku 2002 gmina Koszyce ma obszar 65,96 km², w tym:
- użytki rolne: 88%
- użytki leśne: 2%

Gmina stanowi 15,91% powierzchni powiatu.

## Demografia

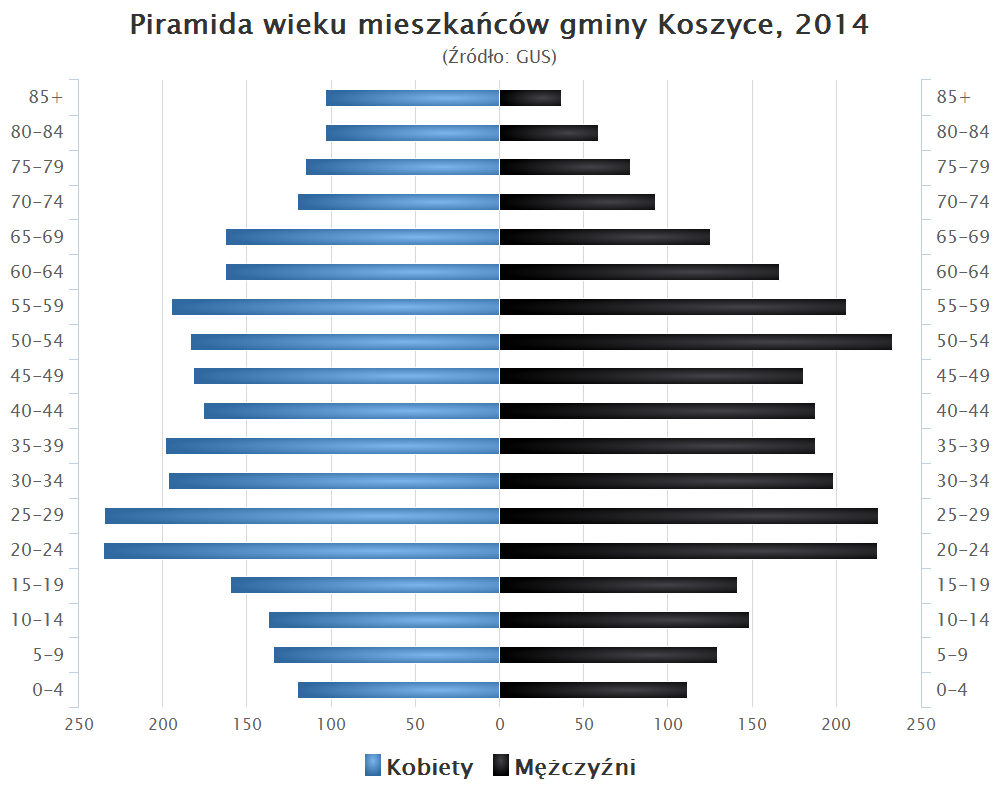
Piramida wieku mieszkańców gminy Koszyce w 2014 roku

Dane z 30 czerwca 2004:
| Opis                              | Ogółem | Ogółem | Kobiety | Kobiety | Mężczyźni | Mężczyźni |
| --------------------------------- | ------ | ------ | ------- | ------- | --------- | --------- |
| jednostka                         | osób   | %      | osób    | %       | osób      | %         |
| populacja                         | 5697   | 100    | 2929    | 51,4    | 2768      | 48,6      |
| gęstość zaludnienia (mieszk./km²) | 86,4   | 86,4   | 44,4    | 44,4    | 42        | 42        |

## Sołectwa
Biskupice, Dolany, Filipowice, Jaksice, Jankowice, Książnice Małe, Książnice Wielkie, Łapszów, Malkowice, Modrzany, Morsko, Piotrowice, Przemyków, Rachwałowice, Siedliska, Sokołowice, Witów, Włostowice, Zagaje Książnickie.

## Zabytkowe obiekty na terenie gminy
| Obraz | Miejscowość       | Nazwa                                                                 | Data powstania      |
| ----- | ----------------- | --------------------------------------------------------------------- | ------------------- |
|       | Koszyce           | Kościół św. Marii Magdaleny w Koszycach                               | XIX w.              |
|       | Książnice Wielkie | Kościół Wniebowzięcia Najświętszej Maryi Panny w Książnicach Wielkich | XVII, XVIII, XIX w. |
|       | Przemyków         | Kościół św. Katarzyny w Przemykowie                                   | XV w.               |
|       | Rachwałowice      | Kościół Narodzenia Najświętszej Maryi Panny w Rachwałowicach          | XVI, XVII w.        |
|       | Witów             | Kościół św. Trójcy w Witowie                                          | XV w.               |

## Sąsiednie gminy
Bejsce, Drwinia, Kazimierza Wielka, Nowe Brzesko, Opatowiec, Proszowice, Szczurowa, Wietrzychowice.